# Senyoria de Cortsaví
La senyoria de Cortsaví fou una jurisdicció feudal catalana al Vallespir. El primer senyor fou Oriol, que dominava les senyories de Cortsaví i Serrallonga. A la segona meitat del segle xii les dues senyories es van separar breument per unir-se altre cop el 1211 pel matrimoni de Bernat Hug de Serrallonga amb Ermessenda, senyora de Cortsaví. A la mort del senyor Arnau, les seves germanes Gueraula i Beatriu van heretar respectivament Cortsaví i Serrallonga. Bernat de So, fill de Gueraula fou el darrer senyor (1325-1335) i després la senyoria va passar a la corona catalana.

## Senyors de Cortsaví
- Oriol 1020-1036
- Matfred (potser fill) 1036-1078
- Ramon I (fill) 1078-1118
- Fill 1118-?
- Fill ?-1211
- Ermessenda 1211 (filla)
- Bernat Hug de Serrallonga (cosí i marit) vers 1211-?
- Ramon II ?
- Arnau (casat amb Gueralda d'Urtx) ?-1325
- Guerala de Corsaví 1325
- Bernat de So 1325-1335 (+després del 1358)
- A la corona 1335